# Walter Meyer-Roscher
Walter Meyer-Roscher (* 26. Juli 1935 in Hoheneggelsen; † 10. Februar 2020 in Hildesheim) war ein deutscher evangelischer Theologe.
Walter Meyer-Roscher war Oberlandeskirchenrat im Landeskirchenamt Hannover und von 1991 bis 1999 Landessuperintendent für den Sprengel Hildesheim der Evangelisch-lutherischen Landeskirche Hannovers.

## Leben
Nach seiner Ordination zum Pastor in der Ev.-luth. Landeskirche Hannovers wurde Walter Meyer-Roscher 1962 Gemeindepastor an der St. Andreas-Kirche in Hildesheim. 1970 wurde er Schülerpastor in Hildesheim. 1974 folgte die Berufung als Oberkirchenrat in das  Landeskirchenamt Hannover, später zum Oberlandeskirchenrat. Dort war er u. a. für die Medienarbeit, Mission und Entwicklungsdienste zuständig. 1991 wurde Meyer-Roscher vom Kirchensenat der Landeskirche zum Landessuperintendenten für den Sprengel Hildesheim berufen. Am 31. Dezember 1999 ging Walter Meyer-Roscher in den Ruhestand.